# Wayland (wieś)
Wayland – wieś w Stanach Zjednoczonych, w stanie Nowy Jork, w hrabstwie Steuben.